# Georgina Menheneott
Georgina Menheneott (ur. 18 grudnia 1978 w Torquay) – brytyjska wioślarka.

## Osiągnięcia
- Mistrzostwa Świata – Monachium 2007 – czwórka bez sternika – 4. miejsce[1].
- Mistrzostwa Europy – Ateny 2008 – ósemka – 2. miejsce[1].